# Pancelticisme

Les Sis Nacions considerat el nucli dels celtes moderns pel Congrés Cèltic i la Lliga Cèltica

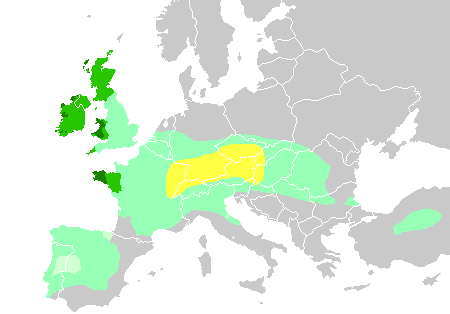
Els Celtes a Europa, passat i present:
zones on actualment es parlen llengües cèltiques
altres parts de les sis reconegudes 'nacions cèltiques' i on es parlen llengües cèltiques però no com a llengua dominant
altres parts d'Europa poblades per cèltics; els habitants actuals de moltes d'aquestes àrees sovint reclamen cultura i patrimoni cèltic
el nucli del territori Hallstatt, expansió cèltica abans del 500

Pancelticisme és el nom donat a diversos moviments i organitzacions polítiques i culturals que promouen un major contacte entre les nacions celtes.

## Tipus de Panceltisme
El panceltisme pot operar en un o tots dels següents nivells esmentats a continuació:

### Lingüístic
Les organitzacions lingüístiques promouen lligams lingüístics, en particular el Gorsedd de Gal·les, Cornualla i Bretanya i el Projecte Columba (Iomairt Cholm Cille) patrocinat pel govern d'Irlanda entre Irlanda i Escòcia. Sovint, hi ha una divisió entre irlandesos, escocesos i manx, que parlen llengües goidèliques (Q-celta) i gal·lesos, còrnics i bretons, que parlen llengües britòniques (P-celta).

### Patrimoni
Hi ha qui afirma que molts austríacs no tenen patrimoni germànic i es reclamen com a nació separada amb herència celta i que fou romanitzada sota el domini romà i més tard germanitzada després de les invasions germàniques. A Àustria es localitza la primera cultura característicament celta coneguda. Després de l'annexió d'Àustria a l'Alemanya Nazi en 1938, l'octubre de 1940 un corresponsal d'Irish Press entrevistà el metge austríac Erwin Schrödinger qui evocà l'herència cèltica dels austríacs dient "Crec que hi ha un profunda connexió entre nosaltres els austríacs i els celtes. Es diu que molts noms de llocs dels Alps Austríacs són d'origen cèltic.". Els austríacs contemporanis estan orgullosos de tenir herència cèltica i Àustria té una de les més grans col·leccions d'estris cèltics d'Europa

#### Música
La música és un aspecte notable dels lligams culturals celtes. Els festivals intercèltics s'han fet molt populars, i alguns dels més notables són els de Lorient, Killarney, Kilkenny, Letterkenny i Celtic Connections a Glasgow.

#### Esports
Els contactes esportius són menys comuns, encara que Irlanda i Escòcia juguen entre elles a hurling/shinty amb normes compostes. També hi ha una Lliga cèltica de rugbi en la que hi participen les seleccions d'Irlanda, Gal·les i Escòcia.

### Política
Els grups polítics com la Lliga Cèltica, destacada organització política pancèltica, així com el Plaid Cymru i el Partit Nacional Escocès han cooperat a alguns nivells al Parlament del Regne Unit, i el Plaid Cymru ha plantejat qüestions al Parlament sobre Cornualla en cooperació amb Mebyon Kernow. El Consell Regional de Bretanya, organisme governatiu de la Regió de Bretanya, ha desenvolupat vincles formals amb el Senedd gal·lès. El panceltisme polític pot ser considerat des d'aconseguir una federació d'estats celtes independents fins a visites polítiques ocasionals. Durant el conflicte d'Irlanda del Nord l'IRA Provisional adoptà una política de no organitzar atacs a Escòcia i Gal·les, ja que veien Anglaterra (la nació que havia envaït inicialment Irlanda) l'única força colonial ocupant d'Irlanda. Això també va ser possiblement influenciat pel cap d'estat major de l'IRA Seán Mac Stíofáin (John Stephenson), un anglès nascut a Londres qui s'identificava com a "Pan-Celta".

#### Agermanament de ciutats
L'agermanament de ciutats és comú entre Gal·les i Bretanya i entre Irlanda i Bretanya, cobrint centenars de comunitats amb intercanvis de polítics local, cors, danses i grups escolars.

## Història de les relacions panceltes

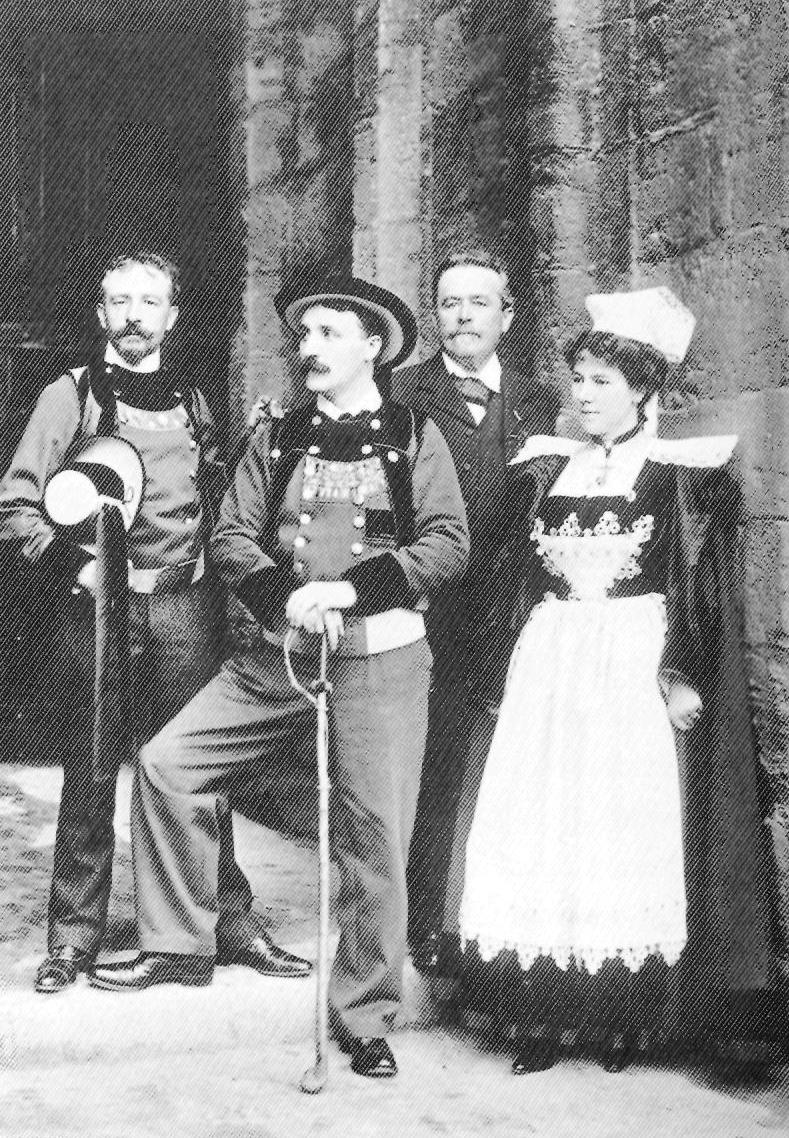
Theodore Botrel i la seva esposa Lena i el Congrés Pancèltic de Caernarfon, 1904 (al fons, Émile Hamonic i Paul Barbier.)

El regne de Dál Riata fou un antic regne gaèlic de la costa occidental d'Escòcia amb part del territori de la costa nord d'Irlanda. A finals del segle vi i començaments del segle VII abastava aproximadament el que avui és Argyll and Bute i Lochaber a Escòcia i el comtat d'Antrim a Irlanda del Nord.
En data més recent com el segle xiii, "membres de les elits escoceses eren prou orgulloses de proclamar els seus orígens gaèlics irlandesos i identificaven Irlanda com a la pàtria dels escocesos." El rei escocès del segle xiv Robert the Bruce afirmà una identitat comuna per Irlanda i Escòcia. Tanmateix, en els darrers temps medievals, els interessos irlandesos i escocesos divergiren per moltes raons, i ambdós pobles creixeren distanciats. La conversió dels escocesos al protestantisme fou un factor. La forta posició política d'Escòcia en relació amb Anglaterra en fou un altre. Les fortunes econòmiques dispars de les dues foren la tercera raó; cap al 1840 Escòcia era una de les àrees més riques del món i Irlanda una de les més pobres.
Durant els segles continuaren els contactes entre Irlanda i Escòcia, primer quan els protestants escocesos foren a colonitzar l'Ulster en el segle xvii i els irlandesos començaren a emigrar a les ciutats escoceses en el segle xix. Recentment s'ha desenvolupat considerablement el camp dels estudis escoto-irlandesos amb la fundació en 1995 de l'Irish-Scottish Academic Initiative (ISAI). Fins ara s'han dut a terme tres conferències internacionals a Escòcia i Irlanda en 1997, 2000 i 2002.

## El terme 'Celtes'
Hi ha alguna controvèrsia amb l'ús del terme celtes i un exemple en fou la crisi gallega de la Lliga Cèltica. Hi hagué un debat sobre si Galícia havia de ser-ne admesa. La sol·licitud fou rebutjada basant-se en la llengua.
Organitzacions com el Congrés Cèltic i la Lliga Cèltica usen la definició de 'nació cèltica' com a nació que en la història recent d'una llengua cèltica tradicional.

## Regions i països cèltics
UN cert nombre d'Europeus de les regions central i occidental del continent tenen ascendència cèltica. Com a tal, s'afirma que la "prova de foc" del celtisme és la supervivència d'una llengua cèltica i aquest fou el criteri pel que fou rebutjada Galícia. Les següents regions tenen una llengua celta supervivent i es consideren nacions celtes per aquest criteri, segons el Congrés Pancèltic de 1904 i Lliga Cèltica.
- Bretanya
- Cornualla
- Irlanda
- Illa de Man
- Escòcia
- Gal·les

Altres nacions que es reclamen com a cèltiques són
- Astúries[17]
- Àustria[3]
- Galícia[2] (amb el nord de Portugal[17]) - junts com Gallaecia.

## Celtes fora d'Europa

### Les àrees amb una població que parla llengua celta
A Amèrica hi ha alguns enclavaments de gaèlic irlandès i gaèlic escocès a les Províncies Atlàntiques del Canadà.
A la regió argentina de la Patagònia té una població de parla gal·lesa considerablement. L'assentament gal·lès a l'Argentina es creà el 1865 i és conegut com a Y Wladfa.

### La diàspora celta
La diàspora cèltica a Amèrica, així com a Nova Zelanda i Austràlia, és significativa i hi ha nombroses organitzacions i prou organitzades, festivals culturals i classes d'idioma a nivell universitari disponibles a les principals ciutats d'aquestes regions.
Els jocs gaèlics irlandesos de futbol gaèlic i hurling es juguen arreu del món, i estan organitzats per l'Associació Atlètica Gaèlica, mentre que el joc escocès shinty ha crescut recentment als EUA.

## Línia temporal del Panceltisme
- 1820: Fundació a Escòcia de la Royal Celtic Society[21]
- 1838: Primer congrés cèltic anomenat Pan-Celtic Congress a Abergavenny[22]
- 1867: Segon Congrés Cèltic a Saint-Brieuc[23]
- 1888: Creació de la Pan-Celtic Society a Dublín[24]
- 1891: Dissolució de la Pan-Celtic Society[24]
- 1919–1922: Guerra Angloirlandesa, cinc sisenes parts d'Irlanda esdevé independent, Irlanda del Nord roman sota sobirania britànica.
- 1939–1945: Segona Guerra Mundial i ocupació alemanya de Bretanya.
- 1947: Formació de la Unió Cèltica[25]
- 1950: Ensulsiada de la Unió Cèltica.[25]
- 1950: Cornualla convoca el seu primer congrés cèltic[26]
- 1961: Fundació de la Lliga Cèltica a Rhosllanerchrugog[27]
- 1971: Inici del Festival Pancèltic de Killarney[28]
- 1997: Inici de la Columba Initiative[29]
- 1999: Inauguració del Parlament escocès[30] i l'Assemblea Nacional de Gal·les[31]
- 2000: Es forma la Convenció Constitucional Còrnica[32]
- 2000-2001: La Convenció Constitucional Còrnica recull unes 50.000 signatures reclamant una Assemblea Còrnica.[32]